# Sagrantino
Il Sagrantino è un vitigno a bacca nera italiano autoctono dell'Umbria, impiegato nella produzione dei migliori vini della regione.

## Storia
Cresce principalmente nei territori che circondano il comune di Montefalco, con soli 670 ettari in produzione dedicati alla coltura gestiti da circa 350 produttori di uva. Gli imbottigliatori sono 89. La zona di produzione comprende l'intero territorio amministrativo del comune di Montefalco e parte del territorio dei comuni di Bevagna, Gualdo Cattaneo, Castel Ritaldi e Giano dell'Umbria siti tutti in provincia di Perugia.
Il vino che se ne produce è molto rinomato nel mondo, famoso per la sua grande intensità, concentrazione e capacità di invecchiamento grazie all'elevato contenuto polifenolico. È tutelato dal marchio DOCG dal 1992.
Le origini del vitigno sono ancora dibattute, ma una teoria accreditata lo considera originario della Grecia e importato in Italia da monaci bizantini.
L'uva è una delle varietà più tanniche al mondo e dà origine a vini dal colore viola/nero. Il bouquet è caratterizzato da aroma di frutti rossi, cannella e terra.
Il Sagrantino di Montefalco DOCG richiede il 100 percento di uva sagrantino, con un minimo di 33 mesi di invecchiamento, di cui almeno dodici in botti di rovere per la tipologia Secco. Alcuni produttori tendono ad usare la botte barrique, per ottenere vini di gusto maggiormente vicino ai mercati internazionali.